# فرد براون (بازیکن فوتبال، زاده ۱۹۳۱)
فرد براون (انگلیسی: Fred Brown; ۶ دسامبر ۱۹۳۱ – نوامبر ۲۰۱۳) بازیکن فوتبال بود.